# Skjálfandafljót

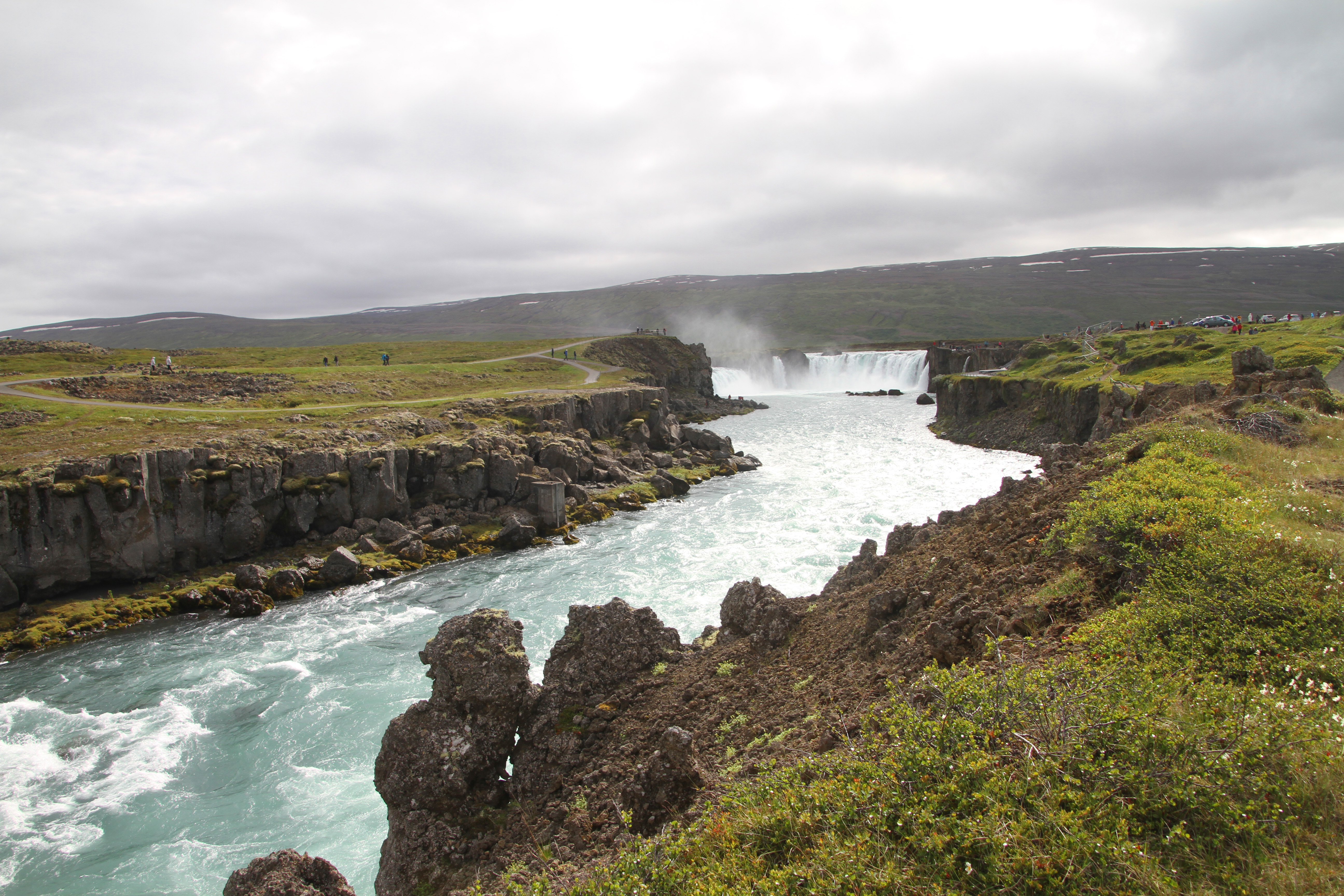
De Skjálfandafljót

De Skjálfandafljót is een rivier in het noorden van IJsland. De rivier heeft zijn bron aan de noordwestelijke kant van de gletsjer Vatnajökull. Daarna stroomt de Skjálfandafljót naast de Sprengisandur-weg (F26) in noordelijke richting. Aan het einde van de F26 stort de rivier 20 meter naar beneden in de Aldeyjarfoss waterval en komt ongeveer 30 kilometer stroomafwaarts bij de grotere Goðafoss uit. Iets verder kruist de Skjálfandafljót de Hringvegur om uiteindelijk uit te monden in de Skjálfandi baai.